# Velika loža Bjelorusije
Velika loža Bjelorusije (bjel. Вялікая ложа Беларусі) je regularna slobodnozidarska velika loža u Bjelorusiji. Osnovana je 2019. godine uz pomoć tri regularne velike lože.

## Povijest
Nakon ponovnog stjecanja neovisnosti 1991. godine, koje je uslijedilo raspadom komunističkog Sovjetskog Saveza, stvoreni su uvjeti za obnovu slobodnog zidarstva u Bjelorusiji. 
Prvi slobodni zidari iz Bjelorusije primljeni su 1998. godine u ložama pod okriljem Nacionalne velike lože Poljske u Varšavi i drugim gradovima u Poljskoj. Kako je s vremenom sve veći broj Bjelorusa putovao na sastanke u Poljsku stvoreni su uvjeti za formiranje bjeloruske lože. U studenom 2005. godine, u Varšavi je osnovana Loža "Ivan Luckievič", koja djeluje na bjeloruskom jeziku pod zaštitom poljske velike lože.
Nisu samo Poljaci okupljali bjeloruske članove; i druge velike lože su preuzele ovu inicijativu. Velika loža Litve osnovala je u rujnu 2014. godine u Vilniusu bjeloruskofonu ložu "Skaryna". Slijedom toga, Velika loža Ukrajine osnovala je u svibnju 2016. godine u Kijevu Ložu "Branislav Taraškevič" koja je također radila na bjeloruskom jeziku.
Ove tri bjeloruske lože, koje su radile u Poljskoj, Litvi i Ukrajini, preselile su se u Minsk i u svom glavnom gradu 25. svibnja 2019. godine osnovale Veliku ložu Bjelorusije. Sve to na zajedničkom osnivačkom skupu koje su vodile tri regularne velike lože; Nacionalna velika loža Poljske, Velika loža Litve i Velika loža Ukrajine.
Početkom 2000-ih, Velika loža Rusije je osnovala dvije lože, "Alfa i omega" (2002.) i "Bijeli vitez" (2004.), koje će se kasnije preseliti u Minsk. Međutim, ruska velika loža je izostala iz formiranja velike lože u Bjelorusiji tako da ove dvije lože kao i moskovska Loža "Dva orla" čine Kotar "Bjelorusija", kotarsku veliku ložu u strukturi Velike lože Rusije.
Nakon masovnih prosvjedna 2020. godine protiv predsjednika Aleksandra Lukašenka veliki broj nevladinih udruga u Bjelorusiji je zatvoreno tako da je i djelovanje Velike lože otežano.

## Ustroj
Sjedište Velike lože Bjelorusije je u Minsku.

### Lože
U 2024. godini pod zaštitom ove velike lože rade tri lože u Minsku:
- Loža "Ivan Luckievič" (Ложа "Іван Луцкевіч") br. 1, Minsk – nosi naziv po publicisti i arheologu Ivanu Luckieviču; osnovana u Varšavi kao loža br. 8 pod zaštitom Nacionalne velike loža Poljske.
- Loža "Skaryna" (Ложа "Скарына") br. 2, Minsk – nosi naziv po učenjaku Francysku Skaryni; osnovana u Vilniusu kao loža br. 7 pod zaštitom Velike lože Litve.
- Loža "Branislav Taraškevič" (Ложа "Браніслаў Тарашкевіч") br. 3, Minsk – naziv po jezikoslovcu Branislavu Taraškeviču; osnovana u Kijevu kao loža br. 15 pod zaštitom Velike lože Ukrajine.

### Uprava
Velikom ložom Bjelorusije upravlja veliki majstor (bjel. вялікі майстар) koji se bira na trogodišnje razdoblje.
- Sergej Dubavec[c] (od 2019.)[2][4]

### Međunarodna suradnja
Velika loža Bjelorusije ima potpisane povelje o prijateljstvu i međusobnom priznavanju s nekoliko regularnih velikih loža, i to: Velika loža Litve, Nacionalna velika loža Poljske, Velika loža Ukrajine, Velika loža Estonije i dr. 
Međutim, Velika loža Bjelorusije nema potpisane povelje s tri matične velike lože koje su nositelji regularnosti.

### Obredi
Primarni slobodnozidarski obred u Bjelorusiji je Schröderov obred. Velika loža Bjelorusije upravlja simboličkim stupnjevima plave lože (učenik, pomoćnik i majstor) i delegira upravljanje visokim stupnjevima na dodatna tijela i redove.